# دهستان درجزین
دهستان درجزین یکی از دهستان‌های شهرستان مهدی‌شهر در استان سمنان ایران است. این دهستان در بخش مرکزی جای دارد. بر اساس سرشماری سال ۱۳۸۵، جمعیت این دهستان با احتساب درجزین برابر با ۴٬۵۴۰ نفر بوده است.
مرکز این دهستان، درجزین است و دیگر روستاهای مسکونی آن از این قرارند:
- دربند
- علی‌آباد
- امامزاده زینعلی

## منبع
- «نتایج سرشماری ایران در سال ۱۳۸۵». درگاه ملی آمار. بایگانی‌شده از روی نسخه اصلی در ۲۱ آبان ۱۳۹۲.